# GIRO rendszer
A GIRO rendszer magyarországi bankközi tételeket elszámoló és kiegyenlítő központi informatikai rendszer. Bruttó elszámolási elven működik, feladatai a klíringelszámolás az MNB-vel, tranzakciókezelés, bankközi pozíciók vezetése, pénzforgalmi biztonság, archiválás.

## A fizetési rendszer szerepe a pénzforgalomban
A pénzforgalmi szolgáltatók (pl. hitelintézetek vagy elektronikuspénz-kibocsátó intézmények) fizetési rendszereket használnak arra, hogy a pénzforgalmi szolgáltatók közötti fizetéseket lebonyolítsák, vagyis az egymás közötti fizetési műveleteket feldolgozzák. Magyarországon jelenleg két belföldi fizetési rendszer működik: 
- a GIRO Elszámolásforgalmi Zrt. által működtetett Bankközi Klíring Rendszer (BKR), amely a jellemzően kis értékű és nagy tömegű fizetések elszámolására szolgál (pl. a hitelintézetek egyedi ügyfelei által indított átutalások)

- a Magyar Nemzeti Bank által üzemeltetett Valós Idejű Bruttó Elszámolási Rendszer (VIBER), amely kevés számú, de nagyon nagy értékű fizetések teljesítésére szolgál (pl. hitelintézetek vagy a magyar állam jellemzően több milliárd forintot kitevő saját fizetései, ezek jellemzően az ún. bankközi fizetések)[2]

#### A BKR-nek jelenleg három elszámolási módja van, amelyek külön platformként működnek
1. InterGIRO1 szabvány szerinti éjszakai elszámolási mód (röviden: IG1), amelyet elsősorban a beszedési típusú fizetési műveletekhez használnak manapság (pl. csoportos beszedés),
2. InterGIRO2 szabvány szerinti napközbeni többszöri elszámolási mód (röviden: IG2), amelyet az összes olyan fizetési művelet elszámolására használnak, amely nem minősül azonnali átutalásnak (pl. terhelési napot tartalmazó fizetési megbízás)
3. Azonnali elszámolási mód (röviden: AFR – ugyan helytelenül – mint azonnali fizetési rendszer vagy IG3), amely az azonnali átutalási megbízások teljesítését végzi (terhelési napot nem tartalmazó, 20 millió forint összeghatár alatti, elektronikusan benyújtott egyedi átutalások- fogyasztónak minősülő ügyfelek esetében kötegelten is benyújtható az azonnali átutalás).

A BKR és a VIBER tehát a belföldi forint fizetési infrastruktúra két alapköve.

## GIRO Elszámolásforgalmi Zrt. története
A GIRO Zrt.-t 1988 decemberében 12 intézmény - köztük a Magyar Nemzeti Bank – alapította. A cég elsődleges tevékenysége, az elszámolásforgalmi szolgáltatás 1994. november 18-án indult el. 
Az elszámolásforgalmat 1994 óta szolgáló, saját fejlesztésű rendszer 2009 novemberében átadta helyét egy új, külső szállító által fejlesztett számítástechnikai platformnak, az IG1-nek.  
2012. június 30-ig az éjszakai elszámolásforgalmi rendszerben a tárgynapi tranzakciók a következő elszámolási nap reggelére kerültek elszámolásra a BKR tagjainak saját számláján.  
A 2012. július 2-án elindult napközbeni többszöri elszámolási rendszer (IG2), a hazai pénzforgalom elmúlt 15 évének egyik legjelentősebb fejlesztése. Az új rendszer lehetővé tette, hogy az elektronikusan benyújtott átutalások a korábbi egy munkanap helyett legfeljebb négy órán belül a kedvezményezett pénzforgalmi szolgáltatójához érjenek. Kezdetben napi 5 db, később 10 db ciklussal. 
A hazai pénzforgalom hatékonyságának további növelése érdekében 2020. március 2-án bevezetésre került az azonnali elszámolás (AFR). Az új elszámolási mód biztosítja, hogy a magyarországi fizetési számlák között az év minden napján 0-24 órában működő szolgáltatással néhány másodperc alatt lebonyolíthatók legyenek a fizetések. 
A GIRO Zrt. elszámolásforgalmi alaptevékenysége mellett 2002-2003-ban a bankközösség igényeinek megfelelően bővítette tevékenységét. Létrehozta a GIRinfO szolgáltatást, amely külső adatbázisok közvetlen elérésével a pénzforgalmi szolgáltató ügyfelek okmányainak, adatainak ellenőrzését teszi lehetővé közhiteles forrásból, ezen felül számos egyéb adatbázishoz is hozzáférést nyújt. Ezt követően a GIRO további szolgáltatásokkal bővítette a portfolióját, pl. számlaváltás. 
2014 óta a GIRO Zrt. az MNB megvásárolta a GIRO Zrt.-t, így immáron a BKR-t is az MNB egyik leányvállalata működteti, amely tovább növelte a hazai fizetési forgalom biztonságát.

## Pénzforgalmi jelzőszám
Minden belföldi fizetési rendszer tagsággal rendelkező intézmény bekerül az Magyar Nemzeti Bank által vezetett nyilvántartásba, a hitelesítő táblába. A hitelesítő tábla tartalmazza a rendszertag pénzforgalmi szolgáltatók a fizetési rendszerben történő címzéséhez használt adatait, amely alapján a fizetési rendszerekben a fizetések „irányítása” megtörténik. Ilyen adat pl. a pénzforgalmi szolgáltató által kiadott pénzforgalmi jelzőszámok első három számjegye, azaz a pénzforgalmi szolgáltató azonosító kódja. 
A pénzforgalmi jelzőszám a magyarországi belföldi pénzforgalomban alkalmazott azonosító, amely egyedi módon jelöli a belföldi pénzforgalmi szolgáltató által vezetett fizetési számlát. 
A belföldi forint fizetési forgalomban a pénzforgalmi jelzőszám 16 (2×8) vagy 24 (3×8) numerikus karaktert tartalmazó számsor, amelyet a számlavezető pénzforgalmi szolgáltató a pénzforgalom lebonyolításáról szóló MNB rendeletben meghatározottak szerint alakít ki. 

## A hatályos szabályozás alapján a pénzforgalmi jelzőszámot a következőképpen kell képezni
1. Az első nyolc karakter az irányító kód; az irányító kód első három számjegye a pénzforgalmi szolgáltató azonosító kódja, amely a számlavezető pénzforgalmi szolgáltatót, a következő négy számjegy a pénzforgalmi szolgáltató fiókját jelöli, a nyolcadik számjegy ellenőrző szám;
2. A 9–16. karakter vagy a 9–24. karakter a fizetési számla azonosító száma; 16 karakter hosszúságú számsor esetében a 16. számjegy, 24 karakter hosszúságú számsor esetében a 24. számjegy ellenőrző szám, és a 24 karakter hosszúságú pénzforgalmi jelzőszám 16. számjegye értelemszerűen szabadon kialakítható;
3. Az ellenőrző számok az előttük álló számjegyek ellenőrzésére szolgálnak, melyeket a következő algoritmus szerint kell képezni: külön az 1–7., valamint külön a 9–15. vagy 9–23. számjegyeket helyi értékük csökkenő sorrendjében meg kell szorozni a „9, 7, 3, 1 ... 9, 7, 3, 1” számokkal, a szorzatokat össze kell adni, és az eredmény egyes helyi értékén lévő számot ki kell vonni 10-ből. A különbség az ellenőrző szám. (Ha a különbség „10”, az ellenőrző szám értéke „0”.)[5]

A hazai fizetési rendszerekbe küldött fizetési megbízások irányítása a hitelesítő táblán alapul. A hitelesítő táblát az MNB vezeti, és tartalmazza mindkét belföldi fizetési rendszerben (BKR, VIBER) közvetlenül címezhető összes pénzforgalmi szolgáltatót. A táblában nem szereplő pénzforgalmi szolgáltató belföldi forint forgalomban közvetlenül nem címezhető, kizárólag ún. levelezőbanki kapcsolatokon keresztül, amennyiben az adott pénzforgalmi szolgáltatónak van ilyen kapcsolata. 